# Луї Буаєр
| 1177 Gonnessia   | 24 листопада 1930 |
| 1211 Bressole    | 2 грудня 1931     |
| 1212 Francette   | 3 грудня 1931     |
| 1295 Deflotte    | 25 листопада 1933 |
| 1296 Andrée      | 25 листопада 1933 |
| 1301 Yvonne      | 7 березня 1934    |
| 1338 Duponta     | 4 грудня 1934     |
| 1339 Désagneauxa | 4 грудня 1934     |
| 1340 Yvette      | 27 грудня 1934    |
| 1343 Nicole      | 29 березня 1935   |
| 1344 Caubeta     | 1 квітня 1935     |
| 1364 Safara      | 18 листопада 1935 |
| 1377 Roberbauxa  | 14 лютого 1936    |
| 1380 Volodia     | 16 березня 1936   |
| 1392 Pierre      | 16 березня 1936   |
| 1400 Tirela      | 17 листопада 1936 |
| 1412 Lagrula     | 19 січня 1937     |
| 1413 Roucarie    | 12 лютого 1937    |
| 1414 Jérôme      | 12 лютого 1937    |
| 1415 Malautra    | 4 березня 1937    |
| 1416 Renauxa     | 4 березня 1937    |
| 1511 Daléra      | 22 березня 1939   |
| 1574 Meyer       | 22 березня 1949   |
| 1577 Reiss       | 19 січня 1949     |
| 1594 Danjon      | 23 листопада 1949 |
| 1597 Laugier     | 7 березня 1949    |
| 1598 Paloque     | 11 лютого 1950    |
| 1599 Giomus      | 17 листопада 1950 |
| 1601 Patry       | 18 травня 1942    |
| 1606 Jekhovsky   | 14 вересня 1950   |
| 1616 Filipoff    | 15 березня 1950   |
| 1617 Alschmitt   | 20 березня 1952   |
| 1629 Pecker      | 28 лютого 1952    |
| 1630 Milet       | 28 лютого 1952    |
| 1649 Fabre       | 27 лютого 1951    |
| 1713 Bancilhon   | 27 вересня 1951   |
| 1714 Sy          | 25 липня 1951     |
| 1851 Lacroute    | 9 листопада 1950  |
| 2021 Poincaré    | 26 червня 1936    |
| 4422 Jarre       | 17 жовтня 1942    |

Луї Буаєр (фр. Louis Boyer) (20 січня 1901  –  1999) — французький астроном, відомий як першовідкривач астероїдів.
Він працював в обсерваторії Алжир та присвятив багато часу відкриттю астероїдів. 
Ім'ям цього вченого було названо астероїд 1215 Boyer, відкритий у 1932р. Альфредом Шмітом, що працював разом з Буаєр в обсерваторії Алжир.
Деякі з відкритих Луї Буаєр астероїдів також названі іменами його колег та друзів. Так астероїд 1617 Alschmitt Буаєр назвав на честь Альфреда Шміта, а астероїд 1713 Bancilhon на честь його дружини Одет Бансілон, яка також була співробітником обсерваторії Алжир. 